# ブルゴス
ブルゴス（スペイン語: Burgos, スペイン語: [ˈbuɾɣos]）は、スペイン・カスティーリャ・イ・レオン州ブルゴス県のムニシピオ（基礎自治体）。ブルゴス県の県都である。2018年の人口は175,921人。スペイン北部における交通の要所であり、幾度も軍事拠点にされた歴史を持つ。

## 地理
ブルゴスはアルランソン川沿いの丘陵地帯に位置し、農業・工業ともに盛んである。近隣の大都市としては、約115 km南西にカスティーリャ・イ・レオン州の州都であるバリャドリッド、約100 km北東にバスク州の州都であるビトリア＝ガステイスがある。

### 人口
| ブルゴスの人口推移 1900－2010                           |
|                                                         |
| 出典:INE（スペイン国立統計局）1900年 - 1991年、1996年 - |

## 歴史
この付近には古代よりケルト人の集落が存在していた。ブルゴスの郊外にはアタプエルカ遺跡があり、人類化石が出土している。その後、9世紀末にアストゥリアス王国によって城塞都市が建設された。標高850メートル程度の丘陵地帯に位置しており、レコンキスタ（キリスト教徒によるイスラム教徒排斥運動）初期における軍事上の根拠地となった。
11世紀以降にはトレドやマドリードとともに、ブルゴスもカスティーリャ王国の都となった。スペインの英雄である軍人のエル・シッドは、ブルゴス近郊で生まれてブルゴスで教育を受けたため、街中にはエル・シッドの像が複数箇所に建てられている。例えば、アルランソン川に架けられた橋の近くだけでも、劇場の前の広場、サンタ・マリーア門の一部にエル・シッドの像が存在している。サンティアゴ・デ・コンポステーラの巡礼路の主要なルートはブルゴスを通っている。1221年にはブルゴス大聖堂の建設が着工され、16世紀に完成した。

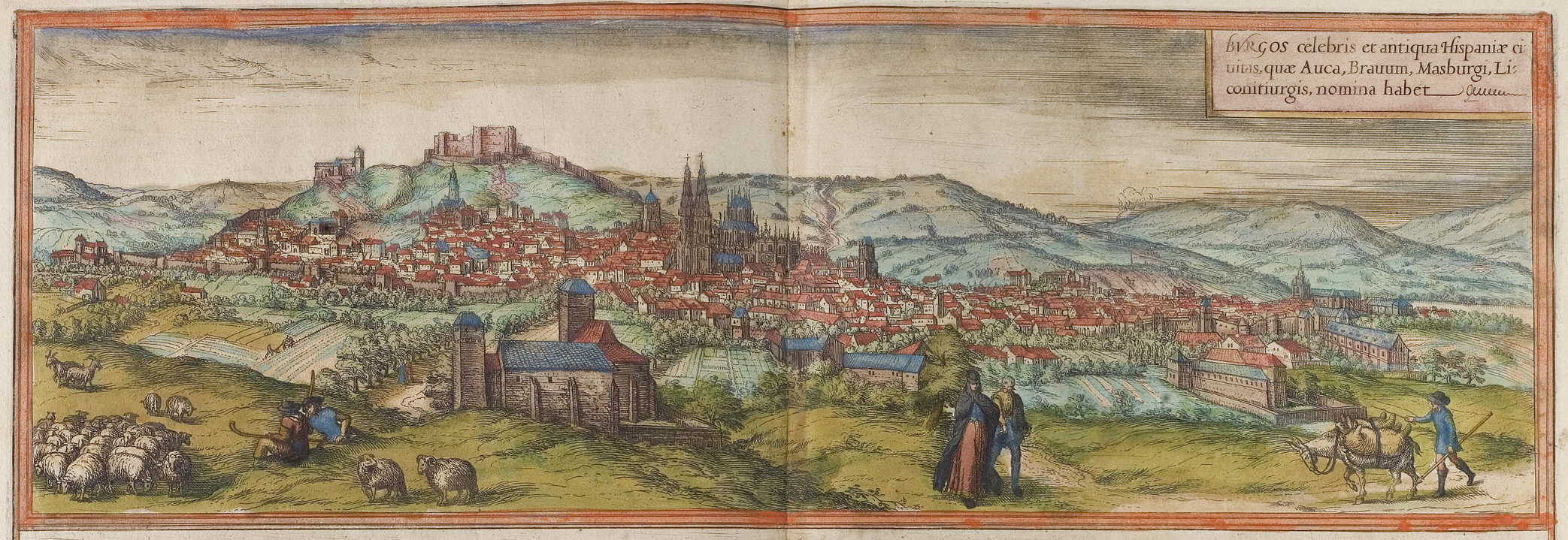
1572年のブルゴス

1930年代後半のスペイン内戦においては、反政府軍のフランシスコ・フランコ側の拠点となった。1970年にはブルゴスで、テロ組織バスク祖国と自由(ETA)の活動家6人が死刑判決を受けたブルゴス裁判（軍事裁判）が行われた。ブルゴス裁判は国内外に大きな影響を与え、ヨーロッパやラテンアメリカの各国政府が判決に抗議したほか、スペイン全土で大規模な抗議運動が起こり、1979年にはイマノル・ウリベ監督によって映画化までされている。
2008年にはブルゴス空港が旅客便の運航を開始した。2010年7月13日には人類進化博物館が開館した。同年12月31日までに148,045人が入館しており、カスティーリャ・イ・レオン州で最も入館者数の多い博物館となった。2013年には「スペイン美食首都」に選出された。2015年にはユネスコによって「美食都市」に選出され、またユネスコの創造都市ネットワーク（食文化分野）に加盟した。

## 交通

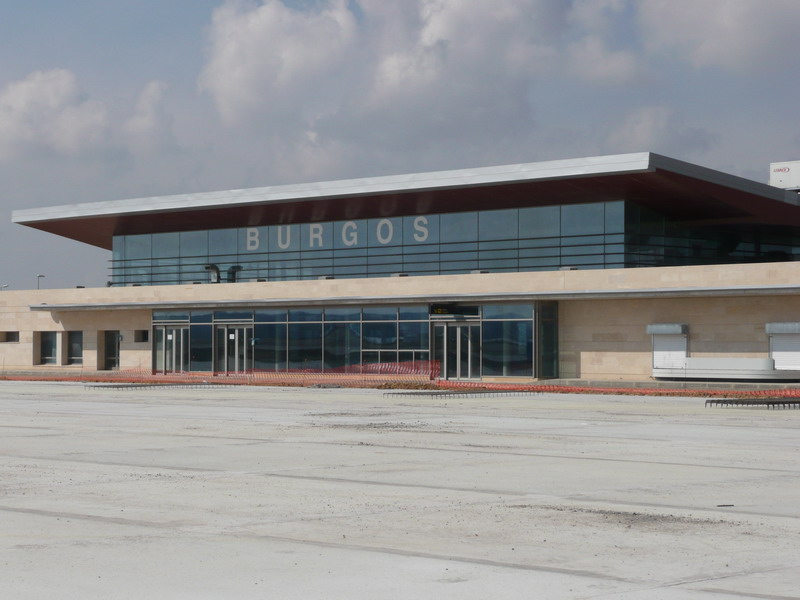
ブルゴス空港

歴史的にバスク地方とカスティーリャ地方を結ぶ交通の要所であり、サンティアゴ・デ・コンポステーラの巡礼路の主要なルートはブルゴスを通っている。ブルゴスとスペインの首都マドリードは高速道路N-1号線でも結ばれている。
鉄道駅としてはブルゴス・ローサ・デ・リマ駅が設置されている。アランダ・デ・ドゥエロを経由してスペインの首都マドリード方面の南へ向かう鉄道路線、北東約80 kmに位置するミランダ・デ・エブロへ向かう鉄道路線、南西のベンタ・デ・バニョスへ向かう鉄道路線が敷設されている。将来的には高速鉄道AVEでマドリードと結ばれる予定である。
ブルゴス市街地の4km東にはブルゴス空港がある。1927年7月19日に設立され、長らく軍用空港だったが、2008年7月3日に初めて商業飛行が行われた。バルセロナ＝エル・プラット空港に向かう定期便が運航されている。

## 大聖堂

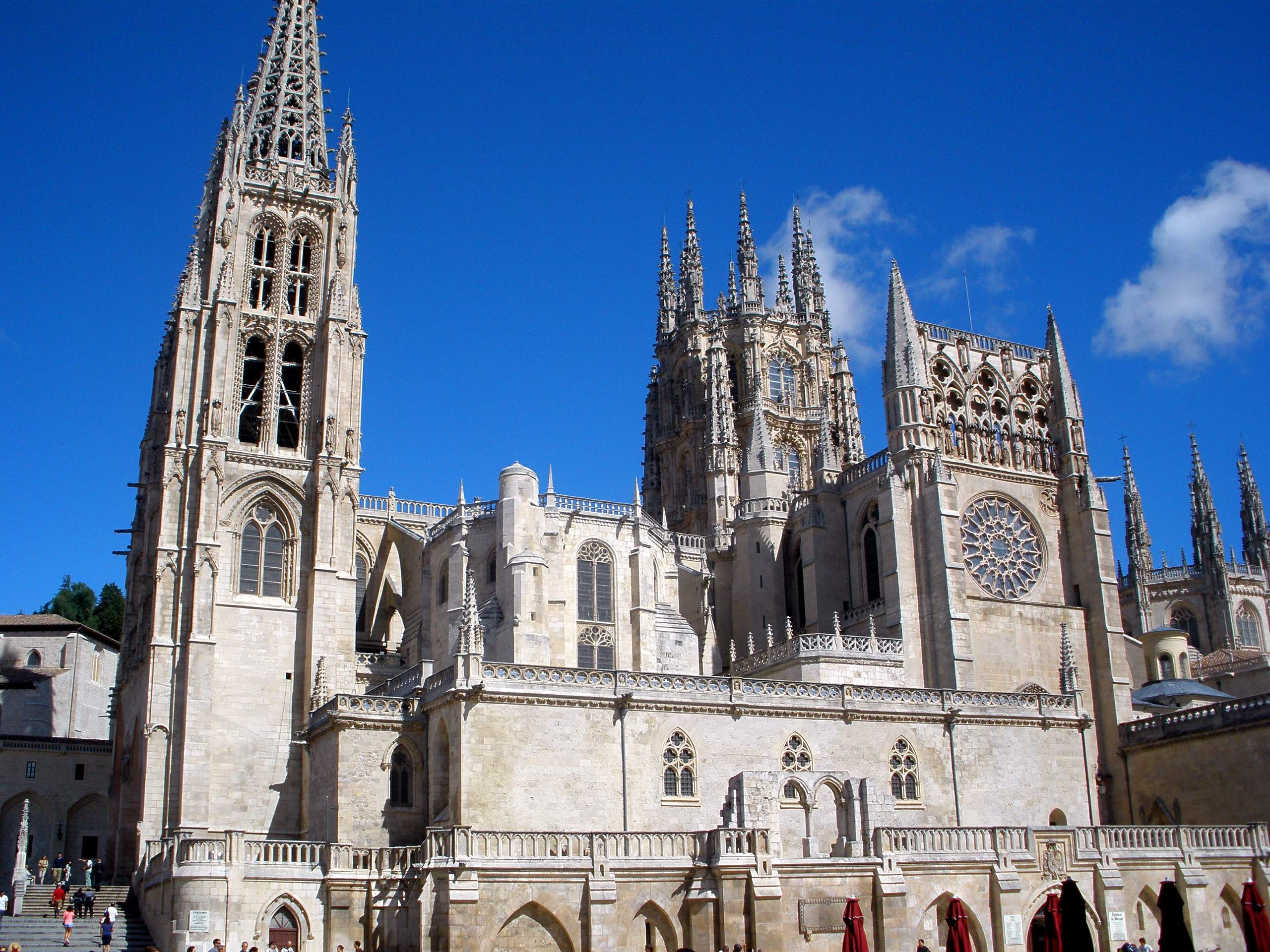
ブルゴス大聖堂

ブルゴス大聖堂（サンタ・マリーア大聖堂）は、13世紀に着工し、16世紀に竣工した。この大聖堂はユネスコの世界遺産に登録されており、中世の民族的英雄エル・シッドとその妻などが埋葬されている。大聖堂の前には、サンタ・マリーア広場（Plaza de Santa María）がある。また、近くにはサンタ・マリーア門（Arco de Santa María）があり、この門にもエル・シッドの像が存在する。

## スポーツ
- ブルゴスCF - 1936年創設のサッカークラブ。一度消滅したものの1994年から再び活動している。
- CBミラフローレス - 1994年創設のバスケットボールチーム。2015年8月にプロ化した。
- CBティソーナ（スペイン語版） - 2014年創設のバスケットボールチーム。
- CDAラグビー・ブルゴス（スペイン語版） - 1970年創設のラグビーチーム。

## 施設

### 教育機関
- イサベル1世大学

## 姉妹都市
- ブルッヘ、ベルギー
- Loudun、フランス
- ペサック、フランス
- ヴィチェンツァ、イタリア
- バレンシア、スペイン
- サン・フアン・デ・ロス・ラゴス（スペイン語版）、メキシコ